# Saint-Amand (Pas-de-Calais)
Saint-Amand é uma comuna francesa na região administrativa de Altos da França, no departamento de Pas-de-Calais.

## Geografia
Saint-Amand fica cerca de 43 km a noroeste de Arras, na junção das rodovias D15 e D16. Estende-se por uma área de 5,45 km².

## População
| 1962                   | 1968 | 1975 | 1982 | 1990 | 1999 | 2006 |
| ---------------------- | ---- | ---- | ---- | ---- | ---- | ---- |
| 191                    | 192  | 174  | 157  | 176  | 164  | 158  |
| Censo iniciado em 1962 |      |      |      |      |      |      |